# Ingolf Gulbrandsen
Ingolf Gulbrandsen (født 20. oktober 1904, død 23. januar 1948) var en norsk bokser, som boksede for Rollo.
Gulbrandsen vandt en guldmedalje i vægtklassen fluevægt i NM 1922. Han deltog i landskampen mod Danmark i 1921 og mod Frankrig i Kristiania i 1922.